# Comuna Peciînî, Trosteaneț
Peciînî (în ucraineană Печини) este o comună în raionul Trosteaneț, regiunea Sumî, Ucraina, formată din satele Peciînî (reședința) și Savelove.

## Demografie
Componența lingvistică a comunei Peciînî
     Rusă (86,79%)
     Ucraineană (13,21%)
Conform recensământului din 2001, majoritatea populației comunei Peciînî era vorbitoare de rusă (86,79%), existând în minoritate și vorbitori de ucraineană (13,21%).